# Malwina Kopron
Malwina Kopron (født 16. november 1994) er en kvindelig polsk hammerkaster. Hun vandt bronze ved VM i atletik 2017 i London og ved Sommer-OL 2020 i Tokyo. Hun vandt også bronze ved U/23-EM i atletik 2015 i Tallinn.
Hendes personlige bedste rekord er på 76.85 meter, der blev taget i Taipei (Universiade) i 2017.